# Scyphidium chilense
Scyphidium chilense är en svampdjursart som beskrevs av Isao Ijima 1904. Scyphidium chilense ingår i släktet Scyphidium och familjen Rossellidae.
Artens utbredningsområde är havet utanför Chile. Inga underarter finns listade i Catalogue of Life.